# Rue Henri-Barbusse (Nanterre)
Pour les articles homonymes, voir Rue Henri-Barbusse.
La rue Henri-Barbusse est une voie publique de la commune de Nanterre, dans le département français des Hauts-de-Seine.

## Situation et accès

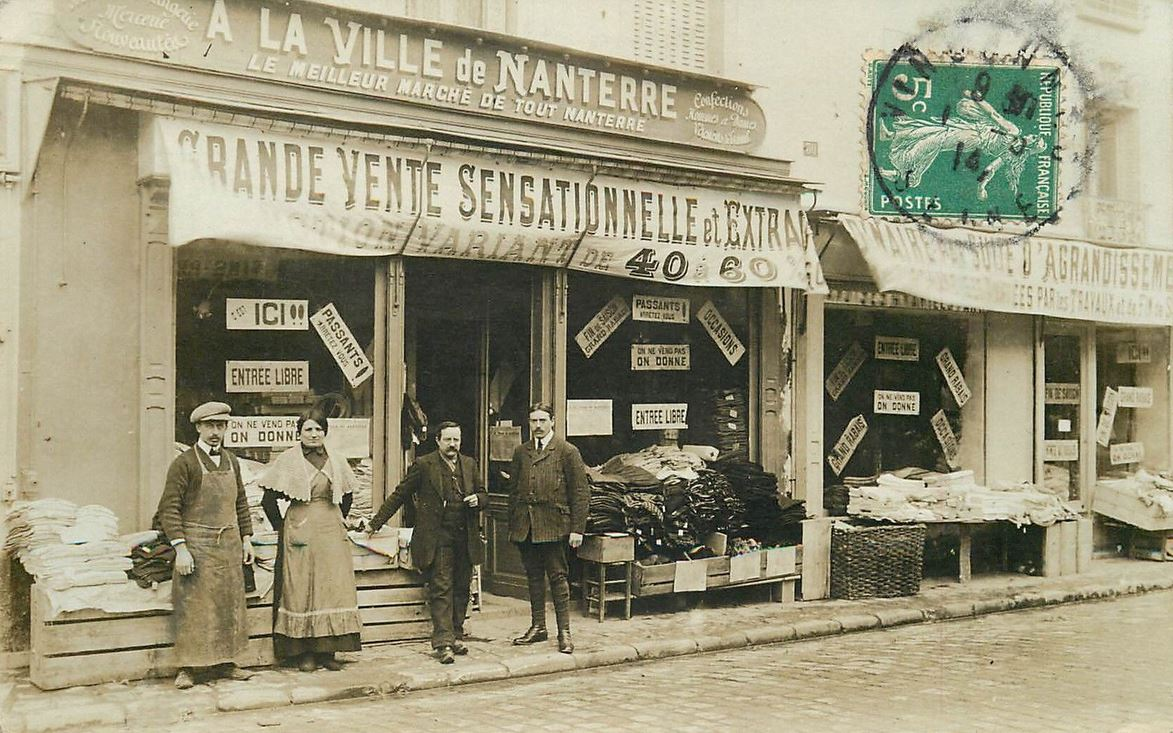
Un magasin, rue de Saint-Germain.

Commençant dans le quartier du Vieux-Pont, près de la ligne de Paris-Saint-Lazare à Saint-Germain-en-Laye au croisement avec la rue Ernest-Renan, cette rue se dirige vers l'est et croise notamment la rue Maurice-Thorez, la rue du Marché, et se termine à la place Gabriel-Péri.

## Origine du nom

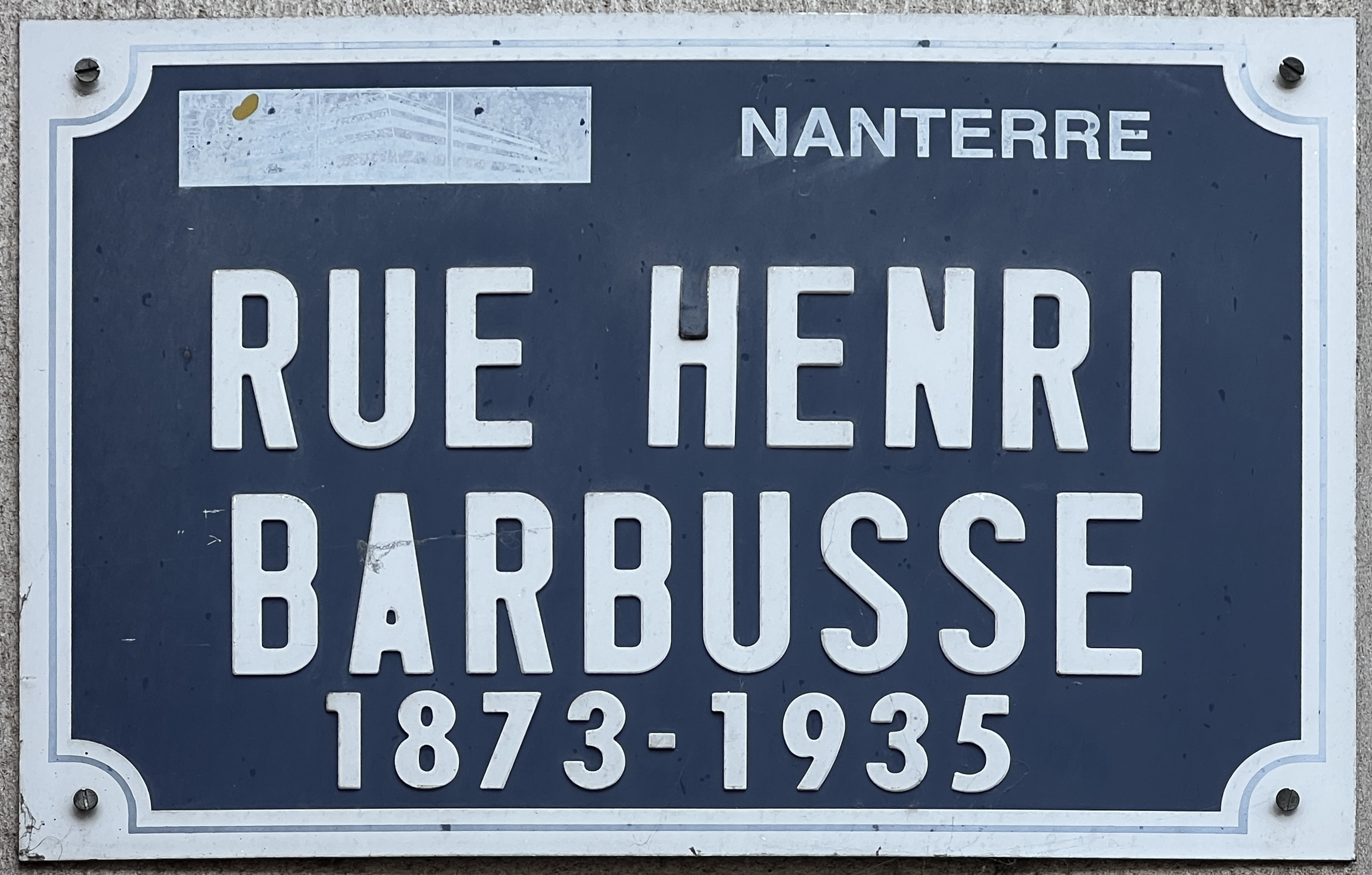
Plaque Rue Henri-Barbusse.

Elle rend honneur de l'écrivain Henri Barbusse (1873-1935).

## Historique

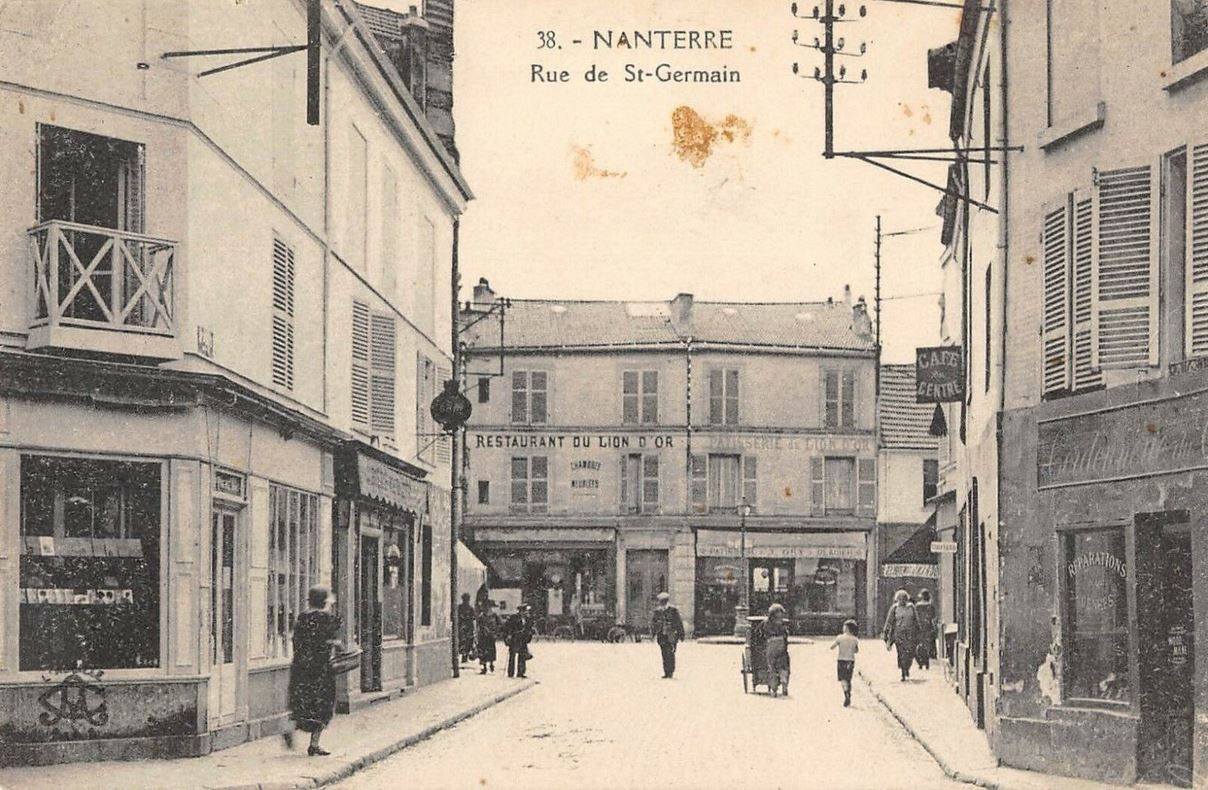
Le restaurant du Lion d'Or, rue de Saint-Germain, vers 1910.

Cette rue était autrefois appelée rue de Saint-Germain. 

## Bâtiments remarquables et lieux de mémoire

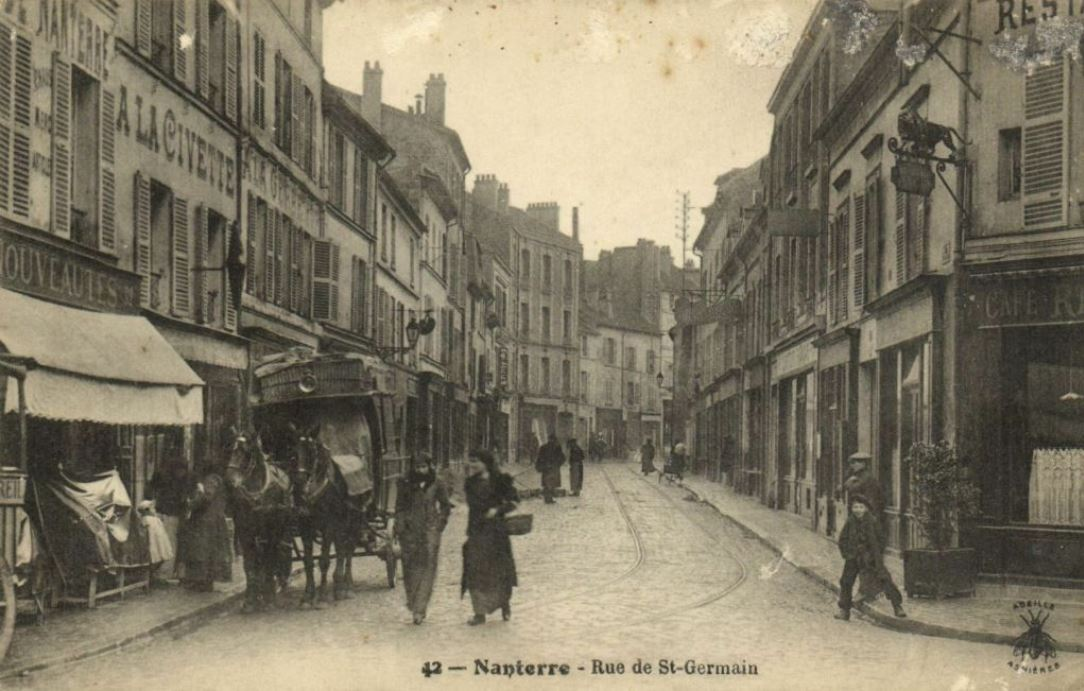
Nanterre, rue de Saint-Germain.

- Ancienne usine Heudebert[3].
- Pont de Biais[4].